# Pseudopotto martini
El falso poto (Pseudopotto martini) es un primate lorisiforme de taxonomía incierta que vive en África. El antropólogo Jeffrey H. Schwartz lo denominó en 1996 como el único miembro del género Pseudopotto, basándose en dos especímenes (que consistían únicamente en el material óseo) que previamente identificó como potos (Perodicticus potto). El origen exacto de los dos especímenes es incierto, pese a que, como mínimo, uno podría provenir de Camerún. Schwartz creía que el falso poto podría incluso formar una familia separada, pese a que otros investigadores han contradicho que las características que supuestamente distinguen el animal, en realidad no lo distinguen del poto. De hecho, comparte diversas características con los potos de África occidental.
El falso poto parece un poto pequeño, pese a que, según Schwartz, se diferencia en tener una cola más larga, unos pinchos más pequeños en las vértebras del cuello y del pecho, un pincho más pequeño y simple en la segunda vértebra del cuello, un foramen entepicondilar (una apertura en el húmero), una fosa lacrimal (una depresión del cráneo) que se encuentra dentro de la órbita del ojo y un tercer premolar superior más pequeño, entre otros. No obstante, muchas de estas características son variables entre los potos. Por ejemplo, un investigador encuentra foramen entepicondilar en prácticamente la mitad de los especímenes de potos de su muestra.

## Taxonomía
En una serie de esqueletos de poto (Perodicticus potto) de la colección del Museo e Instituto Antropológico de la Universidad de Zúrich en Irchel, el antropólogo Jeffrey H. Schwartz reconoció dos especímenes con rasgos que creía diferentes de los otros potos, y en 1996 los hizo servir para describir un nuevo género (Pseudopotto) y una especie de primate, el falso poto (Pseudopotto martini). El nombre del género, Pseudopotto, combina el elemento pseudo- (la palabra griega para decir "falso") con "potto", para referirse a las similitudes superficiales entre la nueva forma y el poto. El nombre específico, martini, es en honor al primatólogo Robert D. Martin. El origen exacto de los dos especímenes es desconocido, con uno de los dos formado por un esqueleto completo (sin la piel) y el otro únicamente por el cráneo. Schwartz situó los dos especímenes en una única especie, pese a que señaló que un estudio más profundo podría indicar que los dos representaban especies diferentes. Schwartz creía que las relaciones de la nueva forma eran desconocidos y difíciles de evaluar y no le asignó a ninguna familia, pese a que lo ubicó provisionalmente en la familia de los lorisidaes, juntamente con el poto, los arctocebuss, y los loris. El descubrimiento, publicado en los Documentos antropológicos del Museo Americano de Historia Natural, fue incluido en las revistas Scientific American y Science. En esta última, se señaló que Schwartz creía que Pseudopotto podía representar una nueva familia de primates.
En 1998, la revista African Primates publicó tres artículos de primatólogos sobre el falso poto. Colin Groves afirmaba que era probablemente diferente del poto y Simon Bearder lo citaba como ejemplo de diversidad taxonómica no reconocida dentro de los lorísidaes, pese a que Esteban Sarmiento comparaba el nuevo taxón a los especímenes del poto y opinó que los supuestos rasgos distintivos del falso poto encajaban en el rango de variación del poto y que probablemente no era ni tan solo una especie diferente del poto (Perodicticus potto).
En 2000, el primatólogo B.S. Leon afirmó que el falso poto no era diferente de la subespecie Perodicticus potto potto, pese a que señaló que las diferentes formas de poto eran suficientemente diferentes entre sí y que podrían ser más de una especie de poto. Desde entonces han surgido diferentes corrientes de opinión. Una compilación de 2003 de la diversidad de primates africanos, llegó a la conclusión que no había pruebas suficientes de que el falso poto fuese una especie diferente. Por otra parte, el capítulo de los primates de la tercera edición de 2005 de Mammal Species of the World, escrito per Groves, listaba Pseudopotto como un género, pese a que señalando que era controvertido. Al mismo tiempo, Schwartz seguía reconociendo al falso poto como especie. 
También en 2005, el primatólogo David Stump revisó algunas de las características distintivas de Pseudopotto en el contexto del estudio de las variaciones entre potos y encontró que algunos, pero no todos los rasgos del falso poto se encontraban en algunos potos, principalmente de las poblaciones occidentales (subespecie poto).

## Descripción

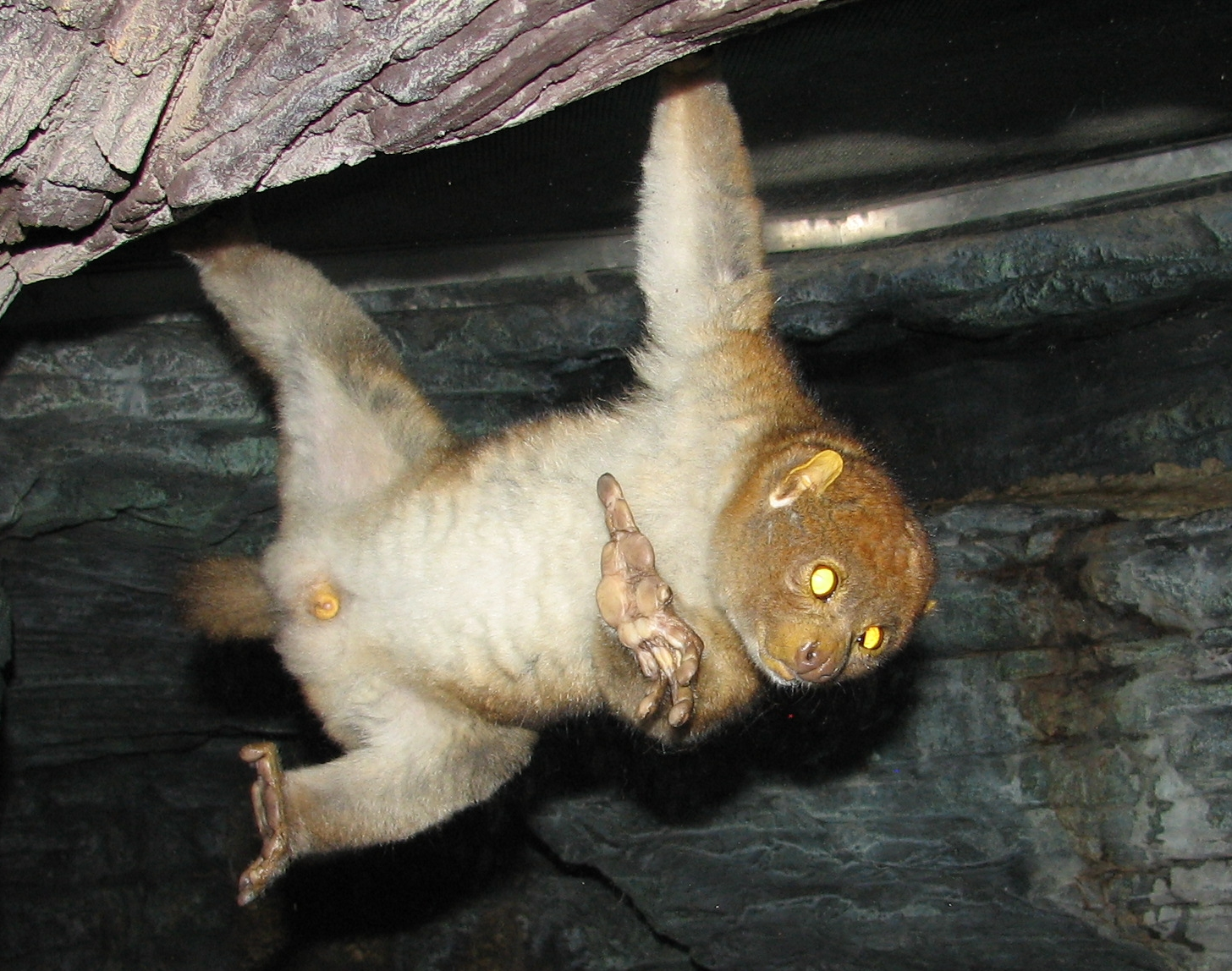
El poto (Perodicticus potto) es bastante parecido y podría representar la misma especie.

Uno de los especímenes, AMZ 6698, es una hembra adulta que vivió en el zoo de Zúrich. Se trata de un esqueleto virtualmente completo, del cual no se conserva la piel. Según Schwartz, el esqueleto muestra signos de osteoporosis y periodontitis (común en animales de los parques zoológicos), pese a que ninguna otra patología o anormalidad. Los dientes de la derecha se retiraron antes de que Schwartz estudiase el espécimen. Schwartz escogió el espécimen como el holotipo. El otro espécimen, AMZ-AS 1730, es un macho joven capturado en la naturaleza, del que nada más se conserva el cráneo, incluido la mandíbula inferior. La dentición incluye dientes permanentes y dientes de leche. Los especímenes de Pseudopotto son, como mínimo, superficialmente, parecidos a los potos. Pese a que, según Schwartz, se diferencian en una serie de rasgos. Entre los lorisidae, Schwartz vio similitudes entre el falso poto y los auténticos potos, así como con los arctocebus y loris perezosos (Nycticebus). El falso poto es comparable en medida a los potos más pequeños, pese a que se encuentra dentro de su rango de medida, ya que esta media pequeña se ha visto en potos occidentales.
La cola, según Schwartz, es más larga que la del poto, pese a que no proporcionó medidas de la cola de la hembra (AMZ 6698), y señala que como mínimo falta una vértebra, pese a que Sarmiento contó 11 vértebras caudales en una ilustración y Groves contó un mínimo de 15. No obstante, Sarmiento encontró que el número de vértebras caudales variaba entre 5 y 17, con una media de 11, en los potos. Las colas relativamente largas también son comunes en los potos occidentales, pese a que, según Stump, la cola de Pseudopotto es más larga que ninguna otra vista en un poto. El falso poto tiene unos pincho en sus cervicales y la primera y la segunda vértebras dorsales supuestamente más cortas, pese a que León señala que este rasgo también es compartido por los potos occidentales. Schwartz afirma que el falso poto se diferencia de los potos y los arctocebus, por la falta de una espina bífida de la segunda cervical, pese a que Sarmiento encuentra este rasgo en 3 de los 11 especímenes de poto que examinó.
El apofisio estiloide del cúbito (una proyección del cúbito donde se encuentra con la muñeca), según Schwartz, no está enganchada, el cual sugiere Groves que podría indicar una mayor movilidad de la muñeca. Otra presunta característica es la presencia de un foramen entepicondilar (una apertura cercana al extremo distal del hueso) en el húmero, pese a que Sarmiento encuentra también este rasgo en 4 de los 11 especímenes y en un costado de un quinto, y Stump señaló que el foramen tenía lugar en los especímenes de toda el área de distribución del poto.
La fosa lacrimal, una depresión del cráneo, se encuentra situada en la cara superior del cráneo de la mayoría de lorisidaes, pese a que Schwartz encuentra que en el falso poto y en los loris perezosos estaba más hacia atrás, dentro de la órbita del ojo. Sarmiento también encuentra este rasgo en 3 de los 11 potos que examinó. El apofisio coronoide se encuentra más anclada en el falso poto y los loris perezosos.
Otro rasgo distintivo de los falsos potos son sus dientes. Sarmiento señala, no obstante, que los especímenes en cautividad pueden desarrollar anormalidades en la dentición y que algunos de los rasgos dentales que describe Schartz son muy variables, a veces hasta de una parte a la otra de la mandíbula del mismo individuo. La tercera molar superior (M3), según Scwartz, es más pequeño en el falso poto que en ningún otro prosimii, pese a que León señala que los potos occidentales también tienen este molar relativamente pequeño. El tercer premolar superior (P3) también es pequeño, como el de los lémurs forcados. Stump dice que este tercer premolar superior más pequeño también es común en los potos occidentales, pese a que la forma del falso poto se diferencia. Groves señala que el primer premolar superior es muy largo, otro punto de parecido con los lémures forcados. El falso poto tiene los premolares inferiores comprimidos lateralmente, las cúspides del costado de la mejilla son más altas y la cresta oblicua (una cresta conectada a la cúspide protocònide) se encuentra en una posición relativamente bucal (en la dirección de las mejillas).
El cráneo de la hembra adulta (AMZ 6698) mide 5,93 cm de longitud y el húmero mide 5,76 cm.

## Distribución y estado de conservación
Según los informes del Museo e Instituto Antropológico de la Universidad de Zúrich, AMZ 6698, el holotipo proviene de África Ecuatorial y AMZ-AS 1730 proviene del Camerún británico (actualmente Nigeria y Camerún). Según el mastólogo Ronald Nowak, estas designaciones implican que el AMZ-AS 1730 proviene del moderno Camerún o la parte occidental de Nigeria y que el AMZ 6698 proviene del Camerún o un estado vecino.
En 1999, Simon Beader afirmó, citando un comunicado personal de C. Wild, que el falso poto fue visto en la naturaleza, y en 2001, el ornitólogo Christopher Bowden señaló su presencia en el Monte Kupe en Camerún, también ditando a C. Wild. No obstante, la Lista Roja de la UICN señala que pese a que hay informes de avistamientos de falsos potos en alturas entre 820 y 940 m en el Monte Kupe, no se ha podido confirmar su presencia, pese a haberse encontrado algunos potos con colas largas. El falso poto y el poto están enumerados conjuntamente en la Lista Roja, dado que se considera que las pruebas sobre que es una especie diferente son insuficientes.

## Obras y publicaciones citadas
- Bearder, S.K (1998). «Pseudopotto: When is a potto not a potto?». African Primates. vol.3 (1–2): pp.43-44. Archivado desde el original el 17 de marzo de 2012. (en inglés)
- Bearder, S.K (1999). «Physical and social diversity among nocturnal primates: A new view based on long term research». Primates 40: pp.267-282. doi:10.1007/BF02557715. (en inglés)
- Bowden, C.G.R (2001). «The birds of Mount Kupe, southwest Cameroon». Malimbus. vol.23: pp.13-44. (en inglés)
- Groves, C.P (1998). «Pseudopotto martini: a new potto?». African Primates. vol.3 (n.1–2): pp.42-43. Archivado desde el original el 17 de marzo de 2012. (en inglés)
- Groves, C.P. (2005). «Order Primates».  En Wilson, D.E; Reeder, D.M, ed. Mammal Species of the World: A Taxonomic and Geographic Reference (3a ed edición). Baltimore, Maryland: The Johns Hopkins University Press. pp. 111-184. ISBN 978-0-8018-8221-0. (en inglés)
- Grubb, P; Butynski, T.M; Oates, J.F; Bearder, S.K., Disotell, T.R., Groves, C.P., Struhsaker, T.T (2003). «Assessment of the diversity of African primates». International Journal of Primatology. vol.24 (n.6): pp.1301-1357. doi:10.1023/B:IJOP.0000005994.86792.b9.  (en inglés)
- Holden, C. (ed.) (1996). «Our new relation». Science. vol.271 (n.5253): pp.1235-1237. doi:10.1126/science.271.5253.1235. (en inglés)
- Leon, B.S. (2000). «A review of the validity of the new genus Pseudopotto (Schwartz, 1996)». American publicación of Physical Anthropology. vol. 30: 209-210. doi:10.1002/(SICI)1096-8644(2000)111:30+<199::AID-AJPA13>3.0.CO;2-M. (en inglés)
- Leutwyler, K (1996). «In brief». Scientific American. vol.274 (n.4): pp.22-26. doi:10.1038/scientificamerican0496-22a. (en inglés)
- Nowak, R.M. (1999). Walker's Mammals of the World (6ena ed edición). Baltimore, Maryland: Johns Hopkins University Press. ISBN 0-8018-5789-9. (en inglés)
- Oates, J.F., Butynski, T.M., Kingdon, J., Bearder, S., Pimley, E., De Jong, Y. «"Perodicticus potto". IUCN Red List of Threatened Species». 2008. Versió 2010.4. Unió Internacional per la Conservació de la Natura. Consultada el 18 maig 2011. (en inglés)
- Sarmiento, E (1998). «The validity of "Pseudopotto martini"». African Primates. vol.3 (n.1–2): 44-45. Archivado desde el original el 17 de marzo de 2012. (en inglés)
- Schwartz, J.H (1996). «"Pseudopotto martini": a new genus and species of extant lorisiform primate». Anthropological Papers of the American Museum of Natural History. vol.78: pp.1-14. hdl:2246/271. (en inglés)
- Schwartz, J.H (2005). «Considering prosimian diversity: why so many galagos and so few lorises?». American publicación of Physical Anthropology. vol.40: 185-186. doi:10.1002/ajpa.20217. (en inglés)
- Stump, D.P (2005). Taxonomy of the genus Perodicticus. (en inglés). University of Pittsburgh. p. 199.